# Chapelle Notre-Dame de Beaulieu-sur-Layon
La chapelle Notre-Dame de Beaulieu-sur-Layon est une chapelle, située sur la commune de Beaulieu-sur-Layon, dans le département français de Maine-et-Loire. Elle est parfois encore désignée comme étant l'"ancienne église" de la commune. La chapelle est inscrite au titre des monuments historiques depuis 1926.

## Localisation
La chapelle Notre-Dame se trouve sur la commune de Beaulieu-sur-Layon, située au sud d’Angers. Le territoire de celle-ci se trouve sur la “faille du Layon”, relevant du Massif Armoricain, mais se trouvant à proximité de la jonction avec le Bassin Parisien. Le territoire de Beaulieu-sur-Layon se trouve à l’extrémité est de l’ancien pays des Mauges, territoire poitevin jusqu’à l’intervention de Foulques Nerra, proche de la limite originelle avec l’Anjou.

## Historique
La chapelle Notre-Dame de Beaulieu-sur-Layon trouve son origine dans le défrichage de la forêt du Lattay, opéré par l’abbaye du Ronceray à la fin du XIe siècle. Faisant suite à la fondation d’un prieuré et d’une paroissiale, dont elle dépend, situés à Saint-Lambert du Lattay, la chapelle est vraisemblablement érigée avant la fin du XIe siècle, puis est sans doute remaniée au début du XIIe siècle ainsi qu’au XVe siècle. En parallèle, un premier décor peint est exécuté au XIIIe siècle, avant d’être recouvert par un second décor exécuté en 1550.   
Tout comme le bourg qui s’est constitué autour d’elle, la chapelle dépend de la paroisse de Saint-Lambert-du-Lattay jusqu’en 1768. A cette date, Beaulieu-sur-Layon est érigé en paroisse par un décret de Jacques de Grasse, évêque d'Angers, motivé par les plaintes des habitants de devoir emprunter un chemin escarpé et souvent boueux pour se rendre à la messe à Saint-Lambert ainsi que par le précédent de Sainte-Foy, autre village bâti autour d’une chapelle dépendant de Saint-Lambert-du-Lattay et qui fut érigé en paroisse malgré une population bien plus faible que celle de Beaulieu (cette paroisse est d’ailleurs supprimée à cette occasion). La chapelle devient alors l’église de la nouvelle paroisse.  
Celle-ci est endommagée lors de la guerre de Vendée, le 30 juillet 1794, les républicains abattant le clocher pour éviter que les contre-révolutionnaires ne se réunissent à la sonnerie des cloches. Ces dommages rendent nécessaires des travaux dans les premières années du XIXe siècle, mais ceux-ci s’avèrent maladroits, au point de compromettre l’intégrité même de l’édifice. Face à la vétusté de son église, la municipalité de Beaulieu-sur-Layon décide d’ériger un nouveau lieu de culte. En 1841, il est décidé de faire appel à l'architecte Delestre pour dresser les plans de ce qui est l’actuelle église Notre-Dame. Pour couvrir les coûts de construction de la nouvelle église, la municipalité décide en 1847 de vendre l’ancienne. Cette vente n’est toutefois effective qu’en 1855 et le conseil municipal acte que seul le chœur sera conservé pour être converti en chapelle, la nef étant vouée à la destruction. Classée monument historique deux ans plus tôt, cette destruction partielle entraîne un déclassement de l’édifice (procédure fréquente alors, concernant aussi les églises de Blaison et du Vieux-Pouzauges). En 1876, Célestin Port écrit que l’on peut encore distinguer un Arbre de Jessé peint sur la voûte de l’abside. Un badigeon vient toutefois le recouvrir peu de temps après, comme le mentionne le chanoine Urseau en 1918.  
La chapelle est inscrite, cette fois-ci définitivement, au titre des Monuments Historiques en 1926.
Alors que la vétusté de la chapelle inquiète de nouveau, une nouvelle campagne de restauration est engagée en 1978. Au cours de celle-ci, le badigeon recouvrant l’Arbre de Jessé est enlevé. Toutefois, devant le très mauvais état de conservation rendant de cette peinture et la présence de couches picturales plus anciennes, il est décidé de ne pas le conserver. Cette campagne permet ainsi de révéler le Christ en Majesté ornant l’abside de la chapelle, mais aussi le décor ornant l’intérieur de l’oculus, jusqu’alors muré, ainsi que deux baies étroites. 

## Description

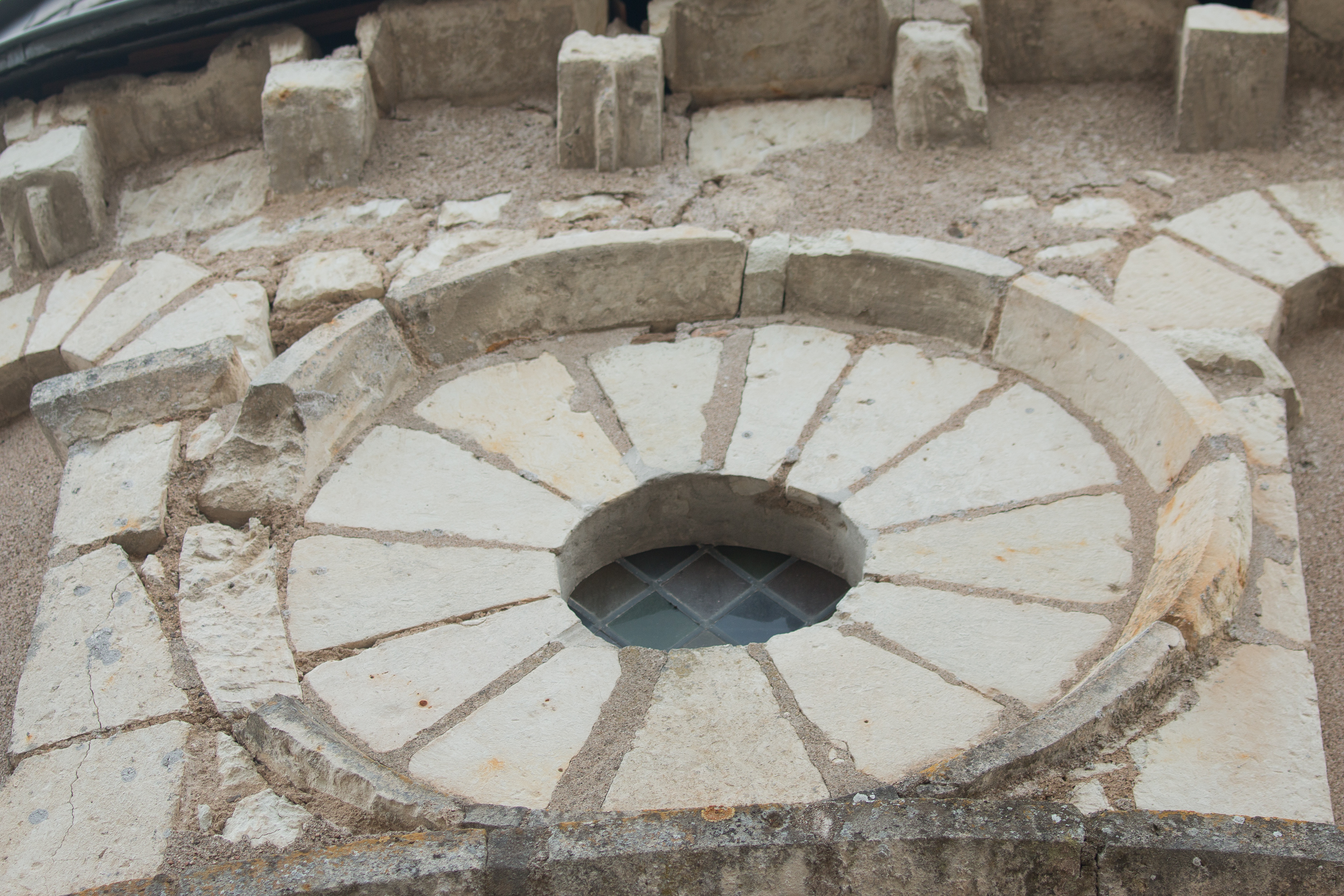
L'oculus surmontant le chevet.

L’aspect originel de la chapelle, avant sa destruction, n’est connu que grâce à un dessin de Joly-Leterme et un plan, conservé aux archives nationales à Paris. La nef détruite mesurait 25m de long pour 6,50m de large, était éclairée par cinq baies étroites et portait un petit clocher de charpente, tandis que des remaniements du XVe siècle étaient visibles, notamment au niveau de la façade. Seul en subsiste le choeur, aujourd’hui fermé au niveau de l’arc triomphal par un mur de clôture. Six baies l’éclairent, deux baies étroites sur les murs nord et sud, trois baies de plus grandes dimensions dans l’abside, la baie axiale étant surmontée par un oculus, similaire à ceux que l’on peut retrouver à Fontaine-Guérin en Anjou, mais aussi en Poitou comme à Maisonnay ou Vouvant, ou en Saintonge, comme à Saint-Eutrope de Saintes. Une sixième baie, remontant peut-être au XVe siècle, est encore visible, bien que murée, sur le mur sud. Une arcature aveugle à pilastres fait le tour du chevet et est divisée en cinq travées par des contreforts. Le décor sculpté est relativement sommaire, se limitant à des corbeilles sculptées grossièrement, que l’historien de l’art Jacques Mallet fait remonter au second tiers du XIIe siècle et à des modillons géométriques.  

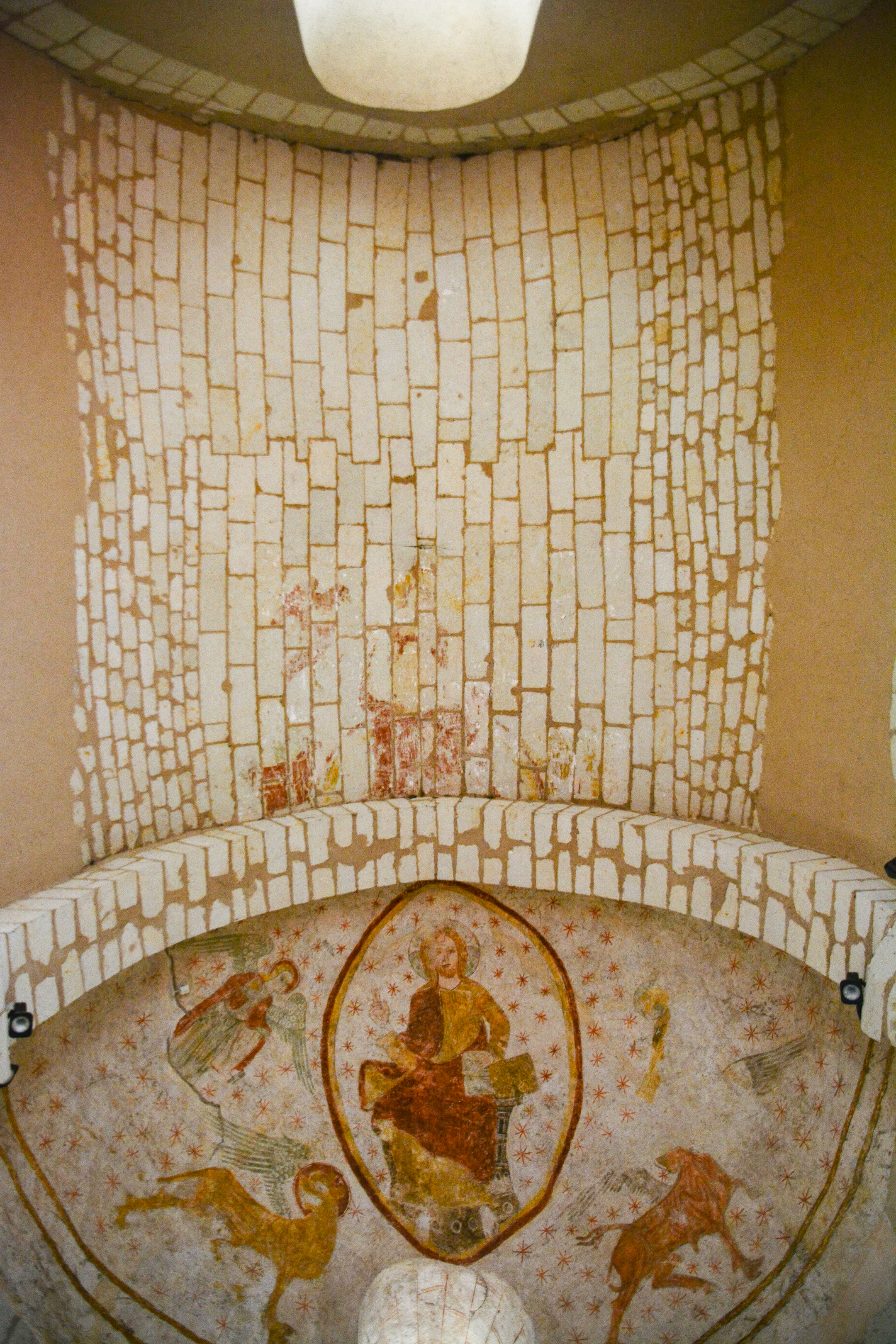
Vue d'ensemble des peintures de la chapelle avec le Christ en Majesté ornant le cul de four de l'abside et les restes d'une seconde scène sur la voûte en berceau.

La voûte en cul-de-four de l’abside est ornée d’un Christ en Majesté, daté du XVe siècle par les brochures touristiques, mais dont certaines caractéristiques paraissent plutôt remonter au XIIIe siècle. Le Christ y est représenté, trônant dans une mandorle, bénissant de sa main droite et tenant un livre de sa main gauche. Il est entouré du Tétramorphe, à savoir les symboles des évangélistes. A gauche du Christ, se trouvent l’homme représentant Matthieu en haut et le lion de Marc en bas, tandis qu’à droite, se trouvent l’aigle de Jean (pratiquement effacé) et le taureau de Luc. Le tout est orné d’un semé d’étoiles rouges.    
L’intérieur de l’oculus est orné d’un décor en faux appareil, type de décor parfois utilisé pour “magnifier la lumière” d’un édifice. Ici, ce décor renforce l’aspect symbolique de cette baie, placée directement dans l’axe du choeur et dont la lumière éclaire le Christ en Majesté. Les restes, très dégradés, d’une seconde scène sont perceptibles sur la voûte en berceau. L’iconographie de cette scène n’est pas connue à ce jour.